# Антоновка (Омская область)
Антоновка — село в Нижнеомском районе Омской области. Административный центр Антоновского сельского поселения.

## История
Основано в 1890 г. В 1928 г. состояло из 134 хозяйств, основное население — русские. Центр Антоновского сельсовета Калачинского района Омского округа Сибирского края.

## Население
| 2010 |
| ---- |
| 745  |